# Nèstor (mitologia)
Nèstor (en grec antic Νέστωρ) va ser, segons la mitologia grega, un rei de Pilos, a Messènia, fill de Neleu i de Cloris. Va ser l'únic supervivent de la matança que va fer Hèracles dels dotze fills de Neleu. Va viure fins a una edat molt avançada, gràcies, diuen, a una concessió d'Apol·lo. La seva mare, Cloris, era una de les Niòbides, filla d'Amfíon i de Níobe, i els seus germans i les seves germanes havien estat morts per Apol·lo i Àrtemis. El déu, per compensar d'alguna manera aquelles morts, va concedir a Nèstor viure el nombre d'anys de què havia privat els seus oncles i les seves ties.
A la Ilíada i a l'Odissea, Nèstor apareix com un vell savi, valent en el camp de batalla, i sobretot, excel·lent conseller.
S'explica de diverses maneres el fet que Nèstor no fos mort per Hèracles en la seva joventut: de vegades es diu que va ser criat a Gerènia, lluny dels seu germans, o a Messènia, on Neleu i els altres onze fills, van voler robar els bous de Gerió que Hèracles conduïa amb molt d'esforç. Nèstor va ser l'únic que es va negar a participar en aquella empresa, i Hèracles el va perdonar i li va donar el regne de Messènia.
Més endavant, Nèstor va lluitar junt amb els seus compatriotes de Pilos contra els seus veïns epeus, que realitzaven incursions al seu territori. Va estar a punt de matar els Moliònides, i ho hauria fet si Posidó no els hagués amagat rere un núvol. Se li atribuïa la mort del gegant Ereutalió a l'Arcàdia, al que va vèncer en un combat singular. Participà igualment en la cacera del senglar de Calidó i combaté amb els làpites contra els centaures, i, segons algunes tradicions tardanes, en el viatge dels Argonautes.
La seva dona va ser Eurídice, filla de Climen, o Anaxibia, filla de Crotieu. Els seus fills van ser Perseu, Pisístrat, Trasimedes, Pisidice, Policasta, Estàtric, Aret, Equèfron i Antíloc.
Però la seva longevitat extraordinària, li permeté anar a la guerra de Troia al front de noranta navilis. Menelau li va anar a demanar consell després de la fugida d'Helena, i l'acompanyà per tot Grècia per reunir els herois. Va ser apreciable la seua actuació com a conseller dels aqueus. Quan es va produir la disputa entre Aquil·les i Agamèmnon, Nèstor hi va intervenir i es va esforçar a mantenir la concòrdia dins del bàndol grec. Acabada la guerra, es retirà al seu regne, a Pilos, on es diu que continuà governant amb justícia. Telèmac va anar a demanar-li consell quan estava preocupat per la sort del seu pare. No es coneix cap tradició sobre la seva mort.